# Peristylus kumaonensis
Peristylus kumaonensis är en orkidéart som beskrevs av Jany Renz. Peristylus kumaonensis ingår i släktet Peristylus och familjen orkidéer. Inga underarter finns listade i Catalogue of Life.